# Tetracanthella religiosa
Tetracanthella religiosa är en urinsektsart som beskrevs av Louis Deharveng 1987. Tetracanthella religiosa ingår i släktet Tetracanthella och familjen Isotomidae. Inga underarter finns listade i Catalogue of Life.